# Жанабет (Железинский район)
Жанабет (каз. Жаңабет) — село в Железинском районе Павлодарской области Казахстана. Входит в состав Озерновского сельского округа. Код КАТО — 554257300.

## Население
В 1999 году население села составляло 279 человек (147 мужчин и 132 женщины). По данным переписи 2009 года, в селе проживало 147 человек (73 мужчины и 74 женщины).